# Torriana
Torriana é uma comuna italiana da região da Emília-Romanha, província de Rimini, com cerca de 1.174 habitantes. Estende-se por uma área de 23 km², tendo uma densidade populacional de 51 hab/km². Faz fronteira com Borghi (FC), Novafeltria (PU), Poggio Berni, San Leo (PU), Sogliano al Rubicone (FC), Verucchio.